# 卢敖语
卢敖语是一种北巴拿语支语言。它分布在越南中部和南部。